# Tiffany Cromwell
Tiffany Cromwell   (Stirling (Austràlia Meridional), 6 de juliol de 1988) és una ciclista australiana professional des del 2013 i actualment a l'equip Canyon-SRAM.

## Palmarès
- 2008
  - 1a al Sea Otter Classic (circuit)
- 2009
  - 1a al Sea Otter Classic (carretera)
  - Vencedora d'una etapa a la Ruta de França
  - Vencedora d'una etapa al Tour féminin en Limousin
- 2012
  - Vencedora d'una etapa al Giro d'Itàlia
- 2013
  - 1a a l'Omloop Het Nieuwsblad
- 2016
  - Vencedora d'una etapa al Giro d'Itàlia
- 2017
  - Vencedora d'una etapa a la Volta a Turíngia

### Resultats a les Grans Voltes

#### Giro d'Itàlia
- 2008: 50a posició
- 2009: 22a posició
- 2010: 23a posició
- 2011: 68a posició
- 2012: 11a posició, vencedora de la 5a etapa
- 2013: 11a posició
- 2014: 29a posició
- 2015: 31a posició
- 2016: 35a posició, vencedora de la 4a etapa
- 2017: No surt a la 4a etapa
- 2018: 78a posició
- 2019: 58a posició
- 2021: 26a posició
- 2023: 63a posició
- 2025: 83a posició

#### Tour de França
- 2022: 67a posició